# Martin Wagner (arkitekt)

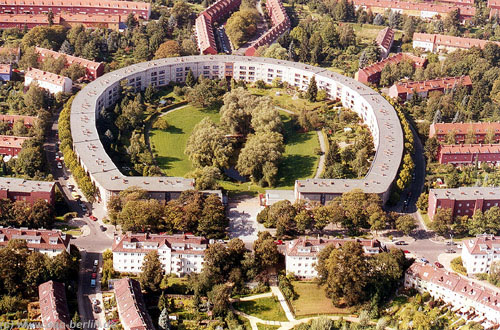
Tillsammans med Bruno Taut skapade Wagner Hufeisensiedlung

Martin Wagner, född 1885, död 1957, var en tysk arkitekt och stadsplanerare. Wagner är mest känd som drivande kraft bakom mellankrigstidens moderna husprojekt i Berlin. 
Han var stadsplaneringschef i Berlin från 1925 och var bland annat med och skapade Berlins modernistiska bostadsområden. Med sina klara och nyartade former var de förebild för stadsbyggnadskonsten under senare 1900-talet. Han grundade även bostadsbolaget GEHAG som kom att bygga en majoritet av byggnader i Berlin 1924-1933. Wagner gjorde sig framförallt ett namn som planerare. Efter nazisterna maktövertagande 1933 gick Wagner i exil i Turkiet efter att bland annat blivit utesluten från Deutscher Werkbund. I Ankara skapade han bland annat en ny stadsplan för staden och samarbetade med Bruno Taut. 1938 följde en period som lärare vid Harvard fram till pensioneringen 1951. 

## Projekt
- 1918–1921: Siedlung Lindenhof i Schöneberg i Berlin
- 1925: Hufeisensiedlung i Berlin-Britz (tillsammans med Bruno Taut)
- 1927–1929: Utbyggnad av hospitalet i Berlin-Buch
- 1927–1930: Strandbad Wannsee, vid sjön Großer Wannsee
- 1929–1930: Strandbad Müggelsee, vid sjön Müggelsee
- 1929–1930: Masterplan för Messe Berlin, tillsammans med Hans Poelzig[1]
- 1929–1932: Großsiedlung Siemensstadt i Siemensstadt, tillsammans med Hans Scharoun[2]
- 1931: Weiße Stadt[3]